# Front Narodowy (Libia)

flaga

Front Narodowy (ar. حزب الجبهة الوطنية) – libijska partia polityczna o profilu centrowym. 

## Historia
Została utworzona 9 maja 2012 roku przez dawnych działaczy Narodowego Frontu Ocalenia Libii – organizacji działającej w latach 1981–2012 skupiających przeciwników libijskiego przywódcy Mu’ammara al-Kaddafiego. Założycielem i pierwszym przywódcą partii był Muhammad Jusuf al-Makarjaf, który w okresie od 9 sierpnia 2012 do 28 maja 2013 pełnił obowiązki głowy państwa jako Przewodniczący Powszechnego Kongresu Narodowego. 
Obecnie liderem partii jest Muhammad Ali Abd Allah. 